# Григорий V (папа)
Папа Григорий V (на латински: Gregorius.PP.V) роден Бруно фон Карнтен (на немски: Bruno von Kärnthen) е глава на Католическата църква, 138-ия папа в Традиционното броене, първия папа германец.
Правнук на император Ото I. Изповедник на братовчед си император Ото III, който го предлага за папския престол. Избран за папа на двадесет и четири годишна възраст, като първата му работа е да коронова Ото в Базиликата Свети Петър в Рим. Двамата свикват църковен събор в Павия, където налагат съвместната си воля над Рим. Неговото управление среща съпротивата на Антипапа Йоан XVI, издигнат от римските граждани в протест на събора в Павиа. Съответно папските войски залавят антипапа Йоан XVI, осакатяват го и го изпращат в манастир в Германия, където умира в 1013 г. Григорий V умира внезапно на 18 февруари 999 г. Погребан е в Базиликата Свети Петър, и е наследен от папа Силвестър II.